# Rudka (powiat bielski)
Rudka – wieś w Polsce położona w województwie podlaskim, w powiecie bielskim, w gminie Rudka.
W latach 1975–1998 miejscowość należała administracyjnie do województwa białostockiego. Na początku lat 90. miejscowość należała do gminy Brańsk, następnie stworzono osobną gminę, z siedzibą w tej miejscowości.
Wieś jest także siedzibą rzymskokatolickiej Parafii Trójcy Przenajświętszej.

## Historia miejscowości
Na pobliskich terenach odkryto ślady osadnictwa z epoki: kamienia (Brańsk, Mień), brązu (Brańsk, Mień, Niemyje), wczesnego żelaza (Brańsk) i okresu wpływów rzymskich (Brańsk, Mień).
W XII i XIII w. przybywali tu osadnicy zachodnio- i wschodniosłowiańscy oraz w mniejszym stopniu bałtyjscy. We wsi zlokalizowano dwa kurhany, które być może są związane z wczesnośredniowiecznym osadnictwem słowiańskim.
Nazwa wsi pochodzi prawdopodobnie od pokładów rudy żelaza zalegającej nad Nurcem. Być może zamieszkali tu osadnicy, zwani rudnikami lub, że to sącząca się z torfu rdzawa woda, dała powód do nazywania tego obszaru Rudka.
Wieś założona zapewne w II połowie XIV w. W tym czasie z Mazowsza przybyli tu osadnicy, głównie drobna szlachta, ale i chłopi. Wykształciły się wówczas tzw. dobra rudzkie.
Rudkę wymieniono w dokumentach w 1451 r. w kontekście granicy z wsią Koce. W tym czasie dobra rudzkie posiadała zapewne Kordula Korczewska i jej syn Stanisław. Po jej śmierci w roku 1481 powstał spór między Stanisławem Korczewskim i jego siostrą Fedką vel Anną z Korczewskich Dowojnowicz. 6 czerwca 1485 r. przed urzędem ziemskim w Drohiczynie Fedka, z mężem Jakubem, starostą drohickim zrzekła się praw do dóbr dziedziczonych po rodzicach, w zamian za zadośćuczynienie. W następnym roku Stanisław występuje jako jedyny pan na Rudce z prawem kolatorskim miejscowego kościoła.
Właściciele wsi:
- Korczewscy herbu Prus (1434-1505)
- Hlebowiczowie herbu Leliwa (1505-1560)
- Maciej Kłoczko(inne języki) herbu Ogończyk, wojewoda witebski, starosta żmudzki (1538-1543)
- Mikołaj Kiszka (zm. 1587) herbu Dąbrowa, wojewoda podlaski, (od roku 1560)
- Kiszkowie do 1647
- Ossolińscy herbu Topór (1647-1902)[8]

W XVII i XVIII w. Ossolińscy trzykrotnie uzyskiwali dla Rudki przywileje na targi i jarmarki: 1664, 1728 i 1774 r. W XVIII w. wytapiano w tych okolicach żelazo. Do dzisiaj, jedno z miejsc nad Nurcem nazywa się hamernią.
Pod koniec XVIII w. miejscowość zamieszkiwali głównie katolicy. Około 1790 r. znajdowała się tu również kilkudziesięcioosobowa grupa Żydów, którzy założyli swój samorząd. Znacznie mniej było unitów i ewangelików. W latach 1795–1807, gdy Rudka była w zaborze pruskim, w 64 domach mieszkało niewiele ponad 500 osób.
W połowie XIX w. dobra rudzkie składały się z 10 folwarków: Rudka, Olendy, Mień, Koryciny, Siemiony, Targowisk, Aleksandrowo, Grodzisk, Kabaćki, Kobyla oraz dwudziestu wsi.
30 stycznia 1863 r. grupa powstańców, dowodzona przez Władysława Cichorskiego Zameczka, zaatakowała stacjonujących w Rudce kozaków. Za udział w powstaniu, władze rosyjskie zesłały kilkadziesiąt osób w głąb Rosji. W roku 1865 zlikwidowano gminę (założoną w 1861 r.) i włączono ją do gminy Grodzisk. Miejscowych chłopów uwłaszczono gruntami o powierzchni ponad 750 ha. Nadziały ziemi uzyskało 57 gospodarzy. W końcu XIX w. w pobliżu Rudki rozwinęły się leśne osady przemysłowe, w których produkowano smołę i terpentynę.
W latach 1919–1934 Rudka była siedzibą gminy obejmującej 31 miejscowości. Według Powszechnego Spisu Ludności z 1921 roku we wsi i folwarku w 166 budynkach mieszkało łącznie 1060 osób, wśród których 1.026 było wyznania rzymskokatolickiego, 6 prawosławnego a 28 mojżeszowego. Jednocześnie 6 wśród wszystkich mieszkańców zadeklarowało białoruską przynależność narodową. W latach 20. obszar dóbr wynosił około 6950 ha. W kolejnych latach Potoccy parcelowali i zalesiali folwarki. W 1927 r. dobra rudzkie przejął ostatni właściciel majątku, Franciszek Salezy Potocki, wieloletni dyrektor Departamentu Wyznań w Ministerstwie Wyznań, Religii i Oświecenia Publicznego. W latach 30. XX w. funkcjonował tu też niewielki ośrodek sanatoryjny.
Podczas II wojny światowej Sowieci urządzili tu lotnisko, a majątek upaństwowili. W 1941 r. Niemcy przejęli dobra i zarządzali nimi do ponownego przejęcia przez Sowietów. W 1944 r. majątek rudzki został upaństwowiony na podstawie dekretu PKWN. Ziemię objął państwowy zakład rolny, lasy dworskie upaństwowiono. W 1945 r. w Rudce mieszkało 1541 osób.
Od 1959 r. we wsi funkcjonuje szkoła rolnicza. W maju 1960 r. pożar zniszczył znaczną część miejscowości. W latach 1953–1976 Rudka była siedzibą gminy i gromady.

## Historia kościoła
Najstarsze, znane uposażenie kościoła rudzkiego pochodzi z roku 1442. Spadkobiercy Pretora: żona, syn Skierdo oraz synowie zmarłego Stanisława (drugiego syna Pretora) – Jan, Jerzy i Stanisław, będąc w swej siedzibie w Korczewie, jako kolatorzy, uposażyli w Rudce kościół pw. Wszechmogącego Boga i Wszystkich Świętych. Plebanem w tym czasie był Jan z Sochaczewa, zwany Gozdowa. W skład uposażenia wchodziła danina z karczmy w postaci 12 groszy i 4 kur, dwie włóki gruntu oraz plac z ogrodem. Dokument ten był potwierdzeniem i poszerzeniem wcześniejszych nadań nowemu plebanowi.
W roku 1486 Stanisław, pan na Korczewie, Rudce i Mordach postanowił uściślić poprzednie zapisy i dokonać nowych nadań na rzecz księdza Jana. Darował plebanowi dodatkową, trzecią włókę ziemi. Zezwolił także na osadzanie kmieci, z nadanymi im gruntami i posiadanie chłopów bezrolnych (ogrodników). Ponadto pleban otrzymał grunt zwany Silki na staw rybny oraz prawo mielenia zboża, w tym dwóch korców pszenicy na tydzień, a jęczmienia według potrzeb. Ksiądz zobowiązał się do odprawiania dwóch mszy świętych (za grzechy i zbawienie kolatorów) oraz kolejnej na wypadek śmierci kogoś z rodziny darczyńcy, a w wigilię mszy śpiewanej z procesją dookoła świątyni.
W roku 1737 drewniany kościół zamknięto ze względu na zły stan techniczny. Ówczesny właściciel wsi, Franciszek Maksymilian Ossoliński zapoczątkował budowę kościoła murowanego. Dokumenty kościelne poświadczają, że budowę przeprowadził w latach 1753-1759 bratanek, Józef. Budynek został poświęcony ale konsekrowano go przeszło sto lat później. Wybudowany w stylu barokowym z nowymi elementami wystroju wnętrza. Później uzupełniono jedynie niektóre obrazy, konfesjonały oraz ławki dla wiernych. Bogaty wystrój wewnętrzny przetrwał do czasów dzisiejszych.

## Obiekty zabytkowe
- Kościół pw. Trójcy Świętej
- Pałac Ossolińskich zbudowany w 1763 roku przez Aleksandra Ossolińskiego. Obecnym gospodarzem pałacu jest Zespół Szkół Rolniczych im. Księdza Krzysztofa Kluka
- dworskie zabudowania gospodarcze i administracyjne:
  - stajnie cugowe
  - magazyny podworskie z przełomu XVIII-XIX w.
  - magazyn zbożowy z 1852 roku, przebudowany w 1921
  - budynki administracyjne z 1830 r.
  - oranżeria z II połowy XVIII wieku
  - park pałacowy w stylu angielsko-francuskim
- podworski budynek przy ulicy Wolności, zwany dawniej zajazdem, a od wojny sekretarzówką[8]

## Współcześnie
Z początkiem roku szkolnego 2003/2004 połączono szkołę podstawową i gimnazjum w Zespół Szkół. Dnia 16.10.2006 r. zespołowi szkół nadano imię Jana Pawła II.
W pobliżu wsi znajduje się kompleks lasów iglasto-liściastych, zajmujący obszar 2810 ha, w którym znajdują się stanowiska chronionych roślin, bobrów oraz ptaków chronionych, między innymi: orła bielika, orła krzykliwego, bociana czarnego. W rezerwacie leśnym Koryciny zachowały się starodrzewy dębowe w wieku od 150 do 500 lat.
Największym zakładem pracy na terenie gminy jest Nadleśnictwo Rudka, gospodarujące na obszarze 15 000 ha lasów i zatrudniające około 100 osób. Gmina jest wyposażona w wodociąg, a siedziba gminy, Rudka, całkowicie skanalizowana.